# Лепкалюк Ірина Миколаївна
Ірина Миколаївна Лепкалюк (псевдо: «Леся», «Орися», «Хмара»; нар. 1924, с. Старий Косів, Косівський район, Івано-Франківська область заг. 3 серпня 1947, с. Нижній Вербіж, Коломийський район, Івано-Франківська область) — українська громадська та військова діячка, активістка ОУН та УПА, лицарка Срібного Хреста Заслуги.

## Життєпис
Освіта — середня: закінчила Коломийську гімназію. 
Член ОУН. Референтка жіночої сітки Косівського повітового проводу ОУН (1944), провідниця жіночої сітки ОУН (1944) і одночасно референтка УЧХ (кін.1944-1945) Коломийського окружного проводу ОУН (1944), субреферентка пропаганди Коломийського окружного проводу ОУН (осінь 1946 — 08.1947).
Загинула, натрапивши на засідку опергрупи Печеніжинського РВ МДБ.

## Нагороди
Згідно з Постановою УГВР від 23.08.1948 р. і Наказом Головного військового штабу УПА ч. 2/48 від 2.09.1948 р. субреферентка пропаганди Коломийського окружного проводу ОУН Ірина Лепкалюк — «Леся» нагороджена Срібним хрестом заслуги УПА.

## Вшанування пам'яті
23.05.2018 р. від імені Координаційної ради з вшанування пам'яті нагороджених Лицарів ОУН і УПА у м. Косів Івано-Франківської обл. Срібний хрест заслуги УПА (№ 046) переданий Ірині Волощук, племінниці Ірини Лепкалюк — «Лесі».